# Rue de l'Agneau
La rue de l'Agneau est une rue ancienne du centre historique de la ville de Liège (Belgique) reliant la rue de la Cathédrale au quai Sur-Meuse.

## Odonymie
La rue doit son nom à l'ancien hôtel de l'Agneau qui se dressait à l'angle avec la rue Sur-Meuse devenue la rue de la Cathédrale.

## Histoire
Cette étroite rue est caractéristique des anciennes rues du centre historique de Liège dont la largeur permettait le passage d'une charrette. Entre le XXe siècle et 2009, cette rue, ainsi que la rue du Champion située à proximité, était dévolue à la prostitution. Depuis la fermeture des salons, la rue est principalement constituée de rez-de-chaussée borgnes en attente de réhabilitation.

## Description
Cette rue plate rectiligne et pavée mesure approximativement 82 mètres. Elle est très étroite (environ 4 mètres de largeur) et applique un sens unique de circulation automobile pour déserte locale de la rue de la Cathédrale  vers le quai Sur-Meuse. Même si elle n'en a pas le statut, elle est de facto une voie piétonne.

## Architecture
Deux imposants immeubles contigus érigés à la fin du XVIIIe siècle et sis aux nos 18-24 et nos 26-32 ont été construits dans le style néo-classique et sont repris à l'inventaire du patrimoine culturel immobilier de la Wallonie,. Dans le cadre des travaux du quartier Grand Léopold, plusieurs bâtiments de la rue et de la rue du Rêwe voisine sont démolis en 2022, incluant le nos 18-24.

## Voies adjacentes
- Rue de la Cathédrale
- Quai Sur-Meuse